# O’Connor Peak
Der Ellerbeck Peak ist ein 675 m (laut UK Antarctic Place-Names Committee rund 300 m) hoher Berg auf Südgeorgien. Er ragt westlich des Long Point auf der Barff-Halbinsel auf.
Teilnehmer der vom norwegischen Walfangunternehmer Lars Christensen finanzierten ersten Antarktisfahrt der Norvegia (1927–1928) kartierten ihn und benannten ihn als Mount Bryde. Wissenschaftler der britischen Discovery Investigations kartierten ihn 1929 erneut und benannten ihn nach Midshipman William P. O’Connor von den Reservestreitkräften der Royal Navy, der an den dazu erforderlichen Vermessungsarbeiten beteiligt war.